# Néstor Vidrio
Néstor Vicente Vidrio Serrano (* 23. März 1989 in Guadalajara, Jalisco) ist ein mexikanischer Fußballspieler auf der Position eines Verteidigers.

## Laufbahn

### Verein
Vidrio begann seine Laufbahn bei seinem Heimatverein Atlas Guadalajara, bei dem er im Sommer 2007 auch seinen ersten Profivertrag erhielt. Zunächst spielte er für dessen Farmteam Académicos in der Primera División 'A'. Schon bald gelang ihm der Sprung in die erste Mannschaft, für die er bereits im Jahr 2008 in der Primera División 28 Einsätze absolvierte. Vidrio stand noch bis Ende 2011 bei Atlas Guadalajara unter Vertrag und wechselte zur Rückrunde der Saison 2011/12 zum CF Pachuca, bei dem er in den folgenden anderthalb Jahren tätig war.
Im Sommer 2013 kehrte Vidrio in seine Heimatstadt zurück, wo er in den kommenden zwei Jahren für Atlas’ Erzrivalen CD Guadalajara spielte. Mit den Chivasi erreichte er das Pokalfinale der Clausura 2015, das 2:4 gegen den Puebla FC verloren wurde.  
In der Saison 2015/16 spielte Vidrio auf Leihbasis für den Aufsteiger Dorados de Sinaloa, mit dem er am Ende den Abstieg hinnehmen musste.
In der Apertura 2016 war Vidrio an den Zweitligisten FC Juárez ausgeliehen und anschließend (Clausura 2017) an die Cimarrones de Sonora. Nach weiteren Stationen bei den Leones Negros de la UdeG und dem Club Puebla steht Virdrio aktuell (2022) beim Mazatlán FC unter Vertrag.

### Nationalmannschaft
Mit der U-23-Nationalmannschaft gewann Vidrio das olympische Fußballturnier 2012, was bis dahin noch keiner mexikanischen Olympiaauswahl gelungen war.

## Erfolge

### Verein
- Mexikanisches Pokalfinale: Clausura 2015

### Nationalmannschaft
- Olympiasieger: 2012 (mit der U-23-Nationalmannschaft)